# Hal Surface
John Halstead Surface Jr. (12 de agosto de 1913 - 2 de septiembre de 2001) fue un tenista estadounidense.
Nativo de Kansas City, Misuri, Surface comenzó a jugar al tenis a los 15 años. Fue autodidacta y se entrenó en el Rockhill Tennis Club en Kansas City. En su último año en Central High School ganó el campeonato estatal intercolegial de individuales. Jugó tenis universitario para la Universidad de Texas.
Surface alcanzó el puesto número 7 en el ranking nacional en 1937 y ese mismo año fue miembro del equipo de la Copa Davis de Estados Unidos, aunque no participó en ninguna serie.
Llegó dos veces a la cuarta ronda de individuales en el campeonato nacional de Estados Unidos, incluyendo en 1940 cuando venció a Gardnar Mulloy en el camino. A nivel internacional, los títulos de Surface incluyeron el campeonato de toda la India y una aparición en la cuarta ronda en Roland Garros.
Surface ganó el campeonato internacional de Jamaica en arcilla en Kingston, Jamaica, en 1939, derrotando a Charles Hare, el número 10 del mundo en 1937, en la final. Ese mismo año, Surface ganó el campeonato estatal de Maryland, derrotando sucesivamente a Bill Talbert, Jack Kramer, Wayne Sabin y Eddie Alloo en las últimas cuatro rondas.